# Belgen
Belgen (norwegisch für Blasebalg) ist ein breites und vereistes Tal im antarktischen Königin-Maud-Land. Es liegt zwischen dem Felsvorsprung Enden und den Heksegryta in der Kirwanveggen der Maudheimvidda.
Norwegische Kartografen kartierten das Tal anhand von Vermessungen und Luftaufnahmen der Norwegisch-Britisch-Schwedische Antarktisexpedition (1949–1952) sowie der Dritten Norwegischen Antarktisexpedition (1956–1960) und gaben ihm auch seinen deskriptiven Namen.